# Christian Mawissa
Christian Mawissa Elebi (Saint-Jean-de-Verges, 18 april 2005) is een Frans voetballer die bij voorkeur als centrale verdediger  speelt. Hij tekende in 2024 voor AS Monaco.

## Clubcarrière
In november 2022 tekende Mawissa zijn eerste profcontract bij Toulouse. Op 29 december 2022 debuteerde hij in de Ligue 1 tegen Olympique Marseille. Op 11 augustus 2024 tekende Mawissa een vijfjarig contract bij AS Monaco, dat zestien miljoen euro op tafel legde voor de centrumverdediger.